# Heerenveense Courant
De Heerenveense Courant is een wekelijks huis-aan-huisblad in Heerenveen en omstreken. De krant heeft een oplage van ongeveer 50.000 exemplaren en wordt uitgegeven door de Mediahuis Noord (eertijds door Hoekstra Uitgeverij).
De Heerenveense Courant concurreerde in de regio Heerenveen met het weekblad De Koerier, dat eveneens gratis huis-aan-huis werd bezorgd. Per 1 januari 2013 werd met deze uitgave gestopt. Sindsdien wordt de Heerenveense Courant ook bezorgd in de gehele gemeente Weststellingwerf.

## Verspreiding
De krant wordt bezorgd in de gemeenten Heerenveen en Weststellingwerf.